# Veronika Vítková
Veronika Vitková (ur. 9 grudnia 1988 we Vrchlabí) – czeska biathlonistka, trzykrotna medalistka olimpijska i dwukrotna medalistka mistrzostw świata.

## Kariera
Po raz pierwszy na arenie międzynarodowej pojawiła się w 2005 roku, startując na mistrzostwach świata juniorów w Kontiolahti. Jej najlepszym wynikiem było tam dziewiąte miejsce w sprincie. Podczas rozgrywanych rok później mistrzostw świata juniorów w Presque Isle zdobyła złoty medal w biegu indywidualnym. Kolejny medal zdobyła podczas mistrzostw świata juniorów w Novym Měscie w 2008 roku, gdzie była druga w biegu pościgowym. Ponadto zdobyła złoto w sztafecie i srebro w biegu pościgowym na mistrzostwach świata juniorów w Canmore w 2009 roku.
W Pucharze Świata zadebiutowała 15 grudnia 2006 roku w Hochfilzen, zajmując 84. miejsce w sprincie. Pierwsze punkty wywalczyła 14 lutego 2008 roku w Östersund, gdzie zajęła 14. miejsce w biegu indywidualnym. Pierwszy raz na podium zawodów pucharowych stanęła 6 stycznia 2013 roku w Oberhofie, gdzie bieg pościgowy ukończyła na drugiej pozycji. W zawodach tych rozdzieliła Rosjankę Olgę Zajcewą i Wałentynę Semerenko z Ukrainy. W kolejnych startach jeszcze 11 razy stawała na podium, odnosząc przy tym jedno zwycięstwo: 9 stycznia 2015 roku w Oberhofie triumfowała w sprincie. Najlepsze wyniki osiągnęła w sezonie 2014/2015, kiedy zajęła czwarte miejsce w klasyfikacji generalnej. W tym samym sezonie była trzecia w klasyfikacjach sprintu i biegu indywidualnego. 
Pierwsze medale wśród seniorek wywalczyła w 2013 roku, podczas mistrzostw świata w Novym Měscie, gdzie razem z kolegami i koleżankami z reprezentacji była trzecia w sztafecie mieszanej. W tej samej konkurencji, razem z Gabrielą Soukalovą, Michalem Šlesingrem i Ondřejem Moravecem zdobyła złoty medal na rozgrywanych dwa lata później mistrzostwach świata w Kontiolahti. Była też między innymi czwarta w biegu indywidualnym podczas mistrzostw świata w Oslo w 2016 roku, gdzie walkę o medal przegrała z Niemką Laurą Dahlmeier.
W 2010 roku startowała na igrzyskach olimpijskich w Vancouver, zajmując między innymi szesnaste miejsce w sztafecie i 24. miejsce w sprincie. Na rozgrywanych cztery lata później igrzyskach w Soczi, razem z Soukalovą, Moravecem i Jaroslavem Soukupem zajęła drugie miejsce w sztafecie mieszanej. Zajęła tam też między innymi szóste miejsce w biegu indywidualnym i ósme w biegu masowym. Brała też udział w igrzyskach olimpijskich w Pjongczangu w 2018 roku, gdzie wywalczyła brązowy medal w sprincie. W zawodach tych wyprzedziły ją tylko Laura Dahlmeier i Norweżka Marte Olsbu. Ponadto była siódma w biegu pościgowym i ósma w sztafecie mieszanej.
W 2020 r. zakończyła karierę.

## Osiągnięcia

### Igrzyska olimpijskie
| Rok  | Miejscowość | Konkurencje | Konkurencje | Konkurencje | Konkurencje | Konkurencje | Konkurencje | Konkurencje |
| Rok  | Miejscowość | IN          | SP          | PU          | MS          | RL          | MR          | SR          |
| ---- | ----------- | ----------- | ----------- | ----------- | ----------- | ----------- | ----------- | ----------- |
| 2010 | Vancouver   | 68.         | 24.         | 37.         | –           | 16.         | nd.         | nd.         |
| 2014 | Soczi       | 6.          | 16.         | 20.         | 8.          | 3.          | 2.          | nd.         |
| 2018 | Pjongczang  | 18.         | 3.          | 7.          | 14.         | 12.         | 8.          | nd.         |

### Mistrzostwa świata
| Rok  | Miejscowość          | Konkurencje | Konkurencje | Konkurencje | Konkurencje | Konkurencje | Konkurencje | Konkurencje |
| Rok  | Miejscowość          | IN          | SP          | PU          | MS          | RL          | MR          | SR          |
| ---- | -------------------- | ----------- | ----------- | ----------- | ----------- | ----------- | ----------- | ----------- |
| 2008 | Östersund            | –           | 14.         | 57.         | –           | –           | 16.         | 12.         |
| 2009 | Pjongczang           | 5.          | 18.         | 10.         | 10.         | 12.         | –           | nd.         |
| 2011 | Chanty-Mansyjsk      | 8.          | 55.         | 34.         | 30.         | 11.         | 11.         | nd.         |
| 2012 | Ruhpolding           | 15.         | 25.         | 18.         | 14.         | 10.         | 8.          | nd.         |
| 2013 | Nové Město na Moravě | 14.         | 10.         | 8.          | 19.         | 10.         | 3.          | nd.         |
| 2015 | Kontiolahti          | 8.          | 15.         | 11.         | 29.         | 8.          | 1.          | nd.         |
| 2016 | Oslo                 | 4.          | 7.          | 8.          | 6.          | 6.          | 6.          | nd.         |
| 2017 | Hochfilzen           | 50.         | 68.         | –           | –           | 4.          | –           | nd.         |
| 2019 | Östersund            | 13.         | 38.         | 16.         | 17.         | 15.         | 6.          | –           |

### Mistrzostwa świata juniorów
| Rok  | Miejscowość  | Konkurencje | Konkurencje | Konkurencje | Konkurencje | Konkurencje | Konkurencje | Konkurencje |
| Rok  | Miejscowość  | IN          | SP          | PU          | MS          | RL          | MR          | SR          |
| ---- | ------------ | ----------- | ----------- | ----------- | ----------- | ----------- | ----------- | ----------- |
| 2005 | Kontiolahti  | 25.         | 9.          | 21.         | nd.         | –           | nd.         | nd.         |
| 2006 | Presque Isle | 1.          | 5.          | 17.         | nd.         | 8.          | nd.         | nd.         |
| 2007 | Martell      | 32.         | 12.         | 13.         | nd.         | 8.          | nd.         | nd.         |
| 2008 | Ruhpolding   | 6.          | 6.          | 2.          | nd.         | 8.          | nd.         | nd.         |
| 2009 | Canmore      | 7.          | 5.          | 2.          | nd.         | 1.          | nd.         | nd.         |

### Mistrzostwa Europy
| Rok  | Miejscowość          | Konkurencje | Konkurencje | Konkurencje | Konkurencje | Konkurencje | Konkurencje | Konkurencje |
| Rok  | Miejscowość          | IN          | SP          | PU          | MS          | RL          | MR          | SR          |
| ---- | -------------------- | ----------- | ----------- | ----------- | ----------- | ----------- | ----------- | ----------- |
| 2006 | Langdorf             | 6.          | 15.         | DNS         | nd.         | –           | nd.         | nd.         |
| 2007 | Bansko               | 13.         | 5.          | 3.          | nd.         | 6.          | nd.         | nd.         |
| 2008 | Nové Město na Moravě | 9.          | 3.          | 2.          | nd.         | 2.          | nd.         | nd.         |

### Puchar Świata

#### Miejsca w klasyfikacji generalnej
| Sezon     | Miejsce |
| --------- | ------- |
| 2007/2008 | 60.     |
| 2008/2009 | 36.     |
| 2009/2010 | 63.     |
| 2010/2011 | 43.     |
| 2011/2012 | 25.     |
| 2012/2013 | 16.     |
| 2013/2014 | 9.      |
| 2014/2015 | 4.      |
| 2015/2016 | 8.      |
| 2016/2017 | 25.     |
| 2017/2018 | 8.      |
| 2018/2019 | 30.     |
| 2019/2020 | -       |

#### Miejsca na podium w Pucharu Świata chronologicznie
| Lp. | Dzień       | Rok  | Miejscowość          | Konkurencja                | Lokata | Pudła   | Czas biegu | Strata  | Zwycięzca          |
| --- | ----------- | ---- | -------------------- | -------------------------- | ------ | ------- | ---------- | ------- | ------------------ |
| 1.  | 6 stycznia  | 2013 | Oberhof              | Bieg pościgowy na 10 km    | 2.     | 1+0+0+0 | 32:27,8    | + 25,9  | Olga Zajcewa       |
| 2.  | 6 grudnia   | 2013 | Hochfilzen           | Sprint na 7,5 km           | 2.     | 0+0     | 23:18,1    | + 1,2   | Selina Gasparin    |
| 3.  | 10 stycznia | 2014 | Ruhpolding           | Bieg indywidualny na 15 km | 3.     | 0+0+0+0 | 41:11,2    | + 38,6  | Gabriela Soukalová |
| 4.  | 6 grudnia   | 2014 | Östersund            | Sprint na 7,5 km           | 2.     | 0+0     | 21:40,1    | +4,6    | Tiril Eckhoff      |
| 5.  | 9 stycznia  | 2015 | Oberhof              | Sprint na 7,5 km           | 1.     | 1+1     | 22:40,0    | –       | –                  |
| 6.  | 11 stycznia | 2015 | Oberhof              | Bieg masowy na 12,5 km     | 2.     | 1+0+0+1 | 42:51,5    | +14,9   | Darja Domraczawa   |
| 7.  | 18 stycznia | 2015 | Ruhpolding           | Bieg masowy na 12,5 km     | 3.     | 1+1+1+0 | 35:40,4    | +22,9   | Darja Domraczawa   |
| 8.  | 7 lutego    | 2015 | Nové Město na Moravě | Sprint na 7,5 km           | 3.     | 1+0     | 21:47,9    | +13,9   | Laura Dahlmeier    |
| 9.  | 12 lutego   | 2015 | Oslo                 | Bieg indywidualny na 15 km | 3.     | 0+0+0+0 | 45:15,7    | +1:20,9 | Kaisa Mäkäräinen   |
| 10. | 4 stycznia  | 2018 | Oberhof              | Sprint na 7,5 km           | 3.     | 1+0     | 23:03,8    | + 40,1  | Anastasija Kuźmina |
| 11. | 14 stycznia | 2018 | Ruhpolding           | Bieg masowy na 12,5 km     | 3.     | 1+0+1+0 | 34:10,2    | + 4,6   | Kaisa Mäkäräinen   |
| 12. | 18 stycznia | 2018 | Anterselva           | Sprint na 7,5 km           | 3.     | 0+0     | 21:25,9    | + 20,6  | Tiril Eckhoff      |